# Mercitalia
Mercitalia est la filiale fret de Ferrovie dello Stato Italiane S.p.A. - FS, « Chemins de fer de l'État Italien ». C'est une entreprise ferroviaire publique dont le statut est celui d'une société anonyme par actions dont le capital est détenu en totalité par les FS, entièrement détenu par l'État italien. Elle est l'exploitant des transports de fret des chemins de fer italiens et de ses filiales à l'étranger. Elle fait suite à la division Trenitalia Cargo.

Ancien logo des FS

## Histoire
La compagnie nationale des chemins de fer italiens, créée en 1905, s'appelait Azienda Autonoma delle Ferrovie dello Stato. Plus connue sous le signe FS, ce n'est que le 1er janvier 1986, conformément à la loi no 210 du 17 mai 1985, après 80 ans, qu'elle devient une entreprise publique et est renommée Ferrovie dello Stato,
La période comprise entre 1986 et 1992 a été très compliquée et pleine de rebondissements pour toutes les entreprises publiques européennes. Les règles communautaires voulant favoriser la concurrence, imposèrent la fin des entreprises publiques, des monopoles en prônant la rentabilité à tout prix. Comme toutes les autres compagnies de chemin de fer nationales, mais un peu avant elles, les FS se sont soumises à ces injonctions qui ont engendré des bouleversements structurels et organisationnels avec une réduction massive des effectifs et la création de nouvelles divisions et de sociétés filiales. En 1992, la société devient Ferrovie dello Stato - Società di Trasporti e Servizi per azioni, afin de respecter l'obligation de séparer les fonctions de transport de celui des infrastructures qui prendra le nom de RFI. Le processus de restructuration aboutit, le 15 décembre 2000, à la transformation de l'entreprise publique en Ferrovie dello Stato Holding avec la création de deux divisions transport de voyageurs et marchandises sous la tutelle d'une nouvelle entité baptisée Trenitalia.
Enfin, le 13 juillet 2001, Ferrovie dello Stato Holding devient Ferrovie dello Stato S.p.A., une société anonyme avec un actionnaire unique, avant d'être renommé, en 2011, Ferrovie dello Stato Italiane S.p.A..
Mais ce n'est qu'en 2017 que la séparation entre les divisions voyageurs et marchandises entrainera la création de deux sociétés indépendantes, filiales à 100% : Trenitalia pour les voyageurs et Mercitalia pour les marchandises.
Mercitalia ou plus exactement le Pôle Mercitalia selon la dénomination officielle italienne, créé en 2017, est la holding fret du groupe Ferrovie dello Stato Italiane qui regroupe les sociétés spécialisées du groupe en Italie et à l'étranger :
- Mercitalia Logistics : spécialisée dans la valorisation des biens immobiliers de logistique intégrée,
- Mercitalia Rail : la plus importante compagnie ferroviaire de fret en Italie et une des principales en Europe avec ses filiales étrangères,
- TX Logistik : la troisième plus grande entreprise de fret en Allemagne, intervenant dans plus de 11 pays en Europe, le 27 juillet 2023, elle rachète Exploris Deutschland Holding qui possède les opérateurs fret HSL logistik, Delta Rail et Via Cargo[3].
- Mercitalia Intermodal : le premier opérateur de transport combiné rail/route en Italie et le troisième en Europe,
- Mercitalia Shunting & Terminal : le "champion" italien des liaisons terminales avant et après le trajet ferroviaire longue distance,
- Mercitalia Maintenance : société spécialisée dans la maintenance des matériels roulants des FS, gère les ateliers en pointe en Europe intégrés dans le terminal intermodal de "Milano Smistamento",
- Mercitalia Transport & Services : spécialisée dans les transports routiers finaux et logistiques à forte valeur ajoutée,
- TERALP - Terminal AlpTransit - spécialisée dans la conception et la réalisation d'infrastructures terminales d'avant-garde.

Logo des FS à partir de 1982

En 1982, l'époque est plus propice à l'image et le logo de la compagnie évolue. les lettres FS sont stylisées et passent en italique de couleur rouge-brun.

## Organisation du groupe Ferrovie dello Stato
Les FS sont organisés comme un groupe privé dont les principales filiales sont :
- Trenitalia - entreprise ferroviaire chargée d'exploiter les services de transport de voyageurs,
- Mercitalia - entreprise ferroviaire chargée d'exploiter les services de transport de marchandises,
- RFI - Rete ferroviaria italiana - gestionnaire du réseau ferré national italien,
- Grandi Stazioni - grandes gares, gestionnaire des 13 plus grandes gares italiennes,
- Italferr - société d'ingénierie concepteur de lignes ferroviaires, classiques et à grande vitesse,
- Italcertifer - société de certification des infrastructures ferroviaires et matériels roulants agréée au niveau mondial,
- Busitalia - société de transports routiers de voyageurs, issue de la division de SITA - SOGIN SpA,
- Officine Manutenzione Ciclica - groupe de sociétés spécialisées dans l'entretien, la maintenance et les réparations des matériels roulants des FS réparties dans la péninsule.

## Trafic
Trafic réalisé par Trenitalia en 2010:
- Voyageurs : 43,3 milliards de voyageurs-km,
- Fret : 20,5 milliards de tonnes-km.

En 2018, Trenitalia revendique :
- un réseau de 16.787 km,
- 2.201 gares voyageurs,
- 10.000 trains quotidiens dont 2.000 sur les réseaux étrangers qu'elle gère,
- 750 millions de passagers transportés par Trenitalia en Italie, c2c au Royaume-Uni, Thello en France, Netinera en Allemagne et TrainOSE ex compagnie publique nationale de Grèce[5] et Netinera Deutschland,
- 50 millions de tonnes de marchandises transportées par Mercitalia en Italie et ses filialesen Europe, TX Logistik et Netinera en Allemagne.

## Matériel roulant Mercitalia
Parc de matériel roulant de Mercitalia :
- locomotives : 700,
- wagons de marchandises : 26 000.

## Traversier
Les Ferrovie dello Stato Italiane possèdent et exploitent un service de traversier pour les trains ferroviaires reliant le continent à la Sicile traversant le détroit de Messine. Ils transportent InterCity, InterCityNotte et des wagons au moyen de ferrys entre les gares de Messine en Sicile et Villa San Giovanni en Calabre.

## Le groupe Ferrovie dello Stato Italiane en Europe
Le Groupe FS possède des unités opérationnelles dans plusieurs pays européens, avec des filiales directes ou des sociétés contrôlées : Netinera et TX Logistik en Allemagne, Thello en France, c2c au Royaume-Uni, TrainOSE en Grèce, Qbuzz aux Pays-Bas et ILSA en Espagne.
Pour le fret, Mercitalia gère les filiales étrangères de fret ferroviaire :
- Allemagne - Le groupe FS dispose de sa principale filiale étrangère avec le groupe TX Logistik, une des plus importantes entreprises de fret ferroviaire allemande, contrôlée par la filiale Mercitalia du Groupe FS. TX Logistik intervient dans plusieurs autres pays européens avec un chiffre d'affaires de 250 millions d'€uros/an, 20.000 trains par an transportant 9,1 milliards de tkm par an[6], avec 565 salariés, 80 locomotives et 1.150 wagons. TX Logistik AG est présent dans plus de 11 pays en Europe et dispose de filiales à l'étranger détenues à 100% : 
  - TX Logistik Switzerland Gmbh,
  - TX Logistik Austria Gmbh,
  - TX Logistik A/S Denmark,
  - TX Logistik AB Sweden.
- Grèce - Les FS ont racheté, au moment de sa privatisation en 2017, la compagnie nationale de chemins de fer grecque TrainOSE, renommée Hellenic Train en 2021. La compagnie assure les transports de voyageurs et le fret marchandises. Son chiffre d'affaires a été de 117 millions d'€uros en 2018.
- Pays-Bas - En 2017, Busitalia, filiale des FS transports routiers de voyageurs, rachète la société Qbuzz. Qbuzz est le troisième plus important opérateur de transport public routier local (TPL) des Pays-Bas avec un chiffre d'affaires de 200 millions d'€uros/an. La compagnie gère aussi les lignes de métro sur pneus et ferré de Utrecht et Groningen - Drenthe.
- Pologne - Les FS Italiens sont présents en Pologne avec la société de fret marchandises Pol-Rail, une entreprise créée en 1995 en commun par Mercitalia et PKP Cargo (Polskie Koleje Państwowe) et rachetée à 100% par Mercitalia en décembre 2018[7]

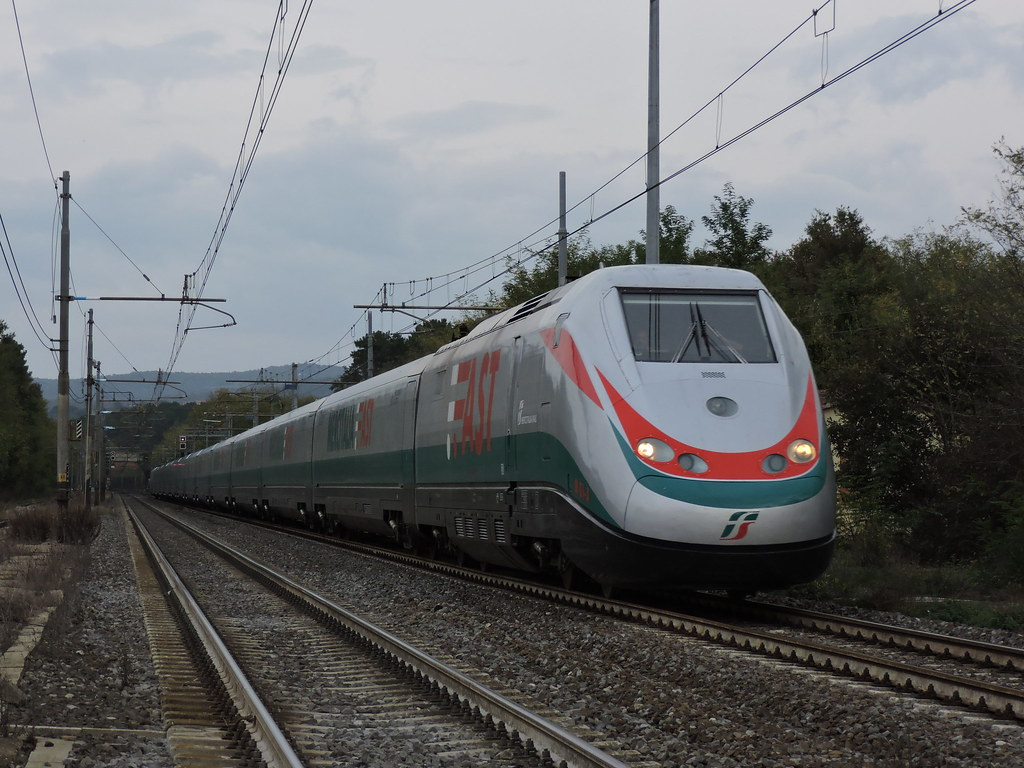
Rame ETR 500 Mercitalia Fast

## Mercitalia Fast
Après avoir obtenu les autorisations nécessaires des autorités du ministère des transports italien, Mercitalia a inauguré le 7 novembre 2018 la première liaison à grande vitesse de fret sur la LGV entre le Terminal Maddaloni-Marcianise de Caserte et l'Interporto Bologna. Des rames ETR 500 spécialement reconditionnées effectuent le trajet de 650 km en seulement 3 heures et 30 minutes. Chaque rame transporte l'équivalent de 18 semi-remorques. Cette desserte va permettre de supprimer le transit de 9.000 semi-remorques par an sur l'autoroute A1.

### Accords de coopération divers
La liste des interventions des FS pour le compte d'opérateurs et compagnies ferroviaires étrangers est longue, la plus récente et importante est :
- 10 juin 2019[9] - Le projet "Tambo Springs" à Johannesburg (Afrique du Sud) est attribué au groupement Southern Palace JV, dont les FS Italiens est un des principaux partenaires avec 35%. Le projet "Tambo Springs" fait partie d'un programme complet de développement avec lequel TransNet Freight Rail a l'ambition d'accroître fortement le volume du fret marchandises avec de nouvelles capacités de transport en optimisant et modernisant son infrastructure actuelle.